# Ischasia sabatieri
Ischasia sabatieri là một loài bọ cánh cứng trong họ Cerambycidae.